# Vargyas Péter
Vargyas Péter (Budapest, 1950. október 5. – Budapest, 2009. október 22.) magyar történész, asszirológus, egyetemi tanár. A Magyar Tudományos Akadémia Ókortörténeti Bizottságának tagja volt. A történelemtudományok kandidátusa (1987); a történelemtudományok doktora (2004).

## Életpályája
Középiskolai tanulmányait az Ady Endre Gimnáziumban végezte el. 1970–1975 között az Eötvös Loránd Tudományegyetem Bölcsészettudományi Karán tanult. 1975-től a Magyar Ókortudományi Társaság tagja volt. 1975–1992 között a Magyar Tudományos Akadémia Keleti Gyűjteménye tudományos munkatársa és főmunkatársa volt. 1979-ben Irakban volt tanulmányúton.
1980-tól a Kőrösi Csoma Társaság tagja volt. 1980–1983 között a Szovjetunió Tudományos Akadémia Keletkutató Intézetében levelező aspiráns volt. 1983-ban és 1994-ben Szíriában járt tanulmányúton. 1985-ben és 2001-ben Egyiptomba tett tanulmányutat. 1988–1990 között Heidelbergben Humboldt-ösztöndíjas volt. 1998–1999 között Jeruzsálemben Mellon-ösztöndíjas volt.
1990-től a Magyar Tudományos Akadémia Orientalisztikai Bizottságának tagja volt. 1990–1997 között a Janus Pannonius Tudományegyetem Ókortörténeti és Régészeti Tanszékének docense, 1997-től tanszékvezető egyetemi tanára volt. 1992-től a Magyar Tudományos Akadémia Ókortörténeti Bizottságának tagja volt. 1992–1997 között a Pázmány Péter Katolikus Egyetem tanszékvezető egyetemi tanára és dékánhelyettese volt. 1997–2008 között ismét a Pécsi Tudományegyetemen dolgozott; az Ókortörténeti és Régészeti Tanszék tanszékvezető egyetemi tanára volt. 1999-ben habilitált.
2002–2008 között a Specimina Nova szerkesztőségi tagja volt. 2004–2005 között a Stanford Egyetemen volt ösztöndíjas. 2008-ban az Ókortörténeti Tanszék intézeti tanszékvezető egyetemi tanárává nevezték ki.

## Családja
Szülei Vargyas Lajos (1914–2007) néprajzkutató és Gálfi Katalin voltak. 1974-ben házasságot kötött Darvas Évával. Két gyermekük született: Anna (1977–) és Ádám (1981–). Testvére, Vargyas Gábor (1952–) etnográfus és Vargyas Zoltán (1953–) fordító.
Temetése a Kerepesi temetőben történt.

## Művei
- Nomád népek Mezopotámia történetében. In: Tőkei F. (szerk.): Nomád társadalmak és államalakulatok. Akadémiai Kiadó, Bp., 1983. 109–121.
- Kereskedelem és összehasonlító árak Ugaritban. Antik Tanulmányok, 30. (1983) 279–289.
- A szellemi és fizikai munka anyagi megbecsülése az ókori Mezopotámiában (Keletkutatás, 1986/ősz, 3-16.)
- Darius I. and the Daric Reconsidered. Iranica Antiqua, 2000/35. 33–46.
- A History of Babylonian Prices in the First Millennium B. C. (2001)
- Darius and Oroites. The Ancient History Bulletin, 15. (2001) 155–161.
- Sennacherib’s Alleged Half-Shekel Coins. Journal of Near Eastern Studies, 61. (2002) 111–115.
- Dareiosz adóreformja új megvilágításban. In: Fröhlich I. (szerk.): Az utókor hatalma. Újraírt szövegek. Bp., 2005. 63–79.
- Astronomische Tagebücher und Preislisten. Wiener Zeitschrift für die Kunde des Morgenlandes 97. In: Festschrift für Hermann Hunger zum 65. Geburtstag. Institut für Orientalistik, Bécs, Ausztria, 2007. 531–540.
- A Tepe Nús-e Dzsán-i ezüst kincs új megvilágításban. In: Csabai Z. et al. (szerk.): Pécsi Történeti Katedra. Cathedra Historica Universitatis Quinqueecclesiensis, Pécs, 2008. 177-195.
- The Silver Hoard from Nush-i Jan Revisited. Iranica Antiqua, 43. (2008) 167–183.

## Díjai
- Széchenyi professzor-ösztöndíj (1997-2000)
- Marót Károly-díj (2007)[2][3]